# Gahania simmondsi
Gahania simmondsi är en skalbaggsart som beskrevs av William Lucas Distant 1907. Gahania simmondsi ingår i släktet Gahania och familjen långhorningar.
Artens utbredningsområde är Zimbabwe. Inga underarter finns listade i Catalogue of Life.